# Ricardo Soler
Ricardo Jorge Rodrigues Soler da Costa (Lisboa, 1985) mais conhecido por Ricardo Soler,  é um cantor e ator português.

## Biografia
Ricardo Soler nasceu a 15 de Setembro de 1985 na cidade de Lisboa.
Iniciou publicamente o seu gosto pela música, na televisão com 6 anos no programa Hanna Barbera na RTP. Com 16 anos torna-se membro do Coro Notas Soltas de Vila Franca de Xira.
2002: Participa na abertura dos Globos de Ouro, da SIC interpretando um solo do tema "Cantiga do Tempo Novo". Grava os temas "Tenho Mais Em Que Pensar" e "Leva-me Onde Quiseres" para a banda sonora da série televisiva "Ana e os Sete" (TVI);
2003: Participa nas Galas da TVI: 'Dia Mundial da Criança', 'As Mais Belas Canções de Amor' e '20 anos de Ficção Nacional';
2004: Representa Portugal no Festival da Canção dos Países da Bacia do Mediterrâneo (Megahit), na Turquia, com a canção "Ao Carteiro de Neruda" com letra de José Jorge Letria e música do Maestro José Marinho, obtendo o 8.º lugar entre os 15 participantes e o prémio de melhor interpretação. Grava o tema "Marcha do Bocage" que participa no Concurso de Marchas Populares, obtendo o 2º lugar;
2005: Representa Portugal no Festival Internacional da Bulgária, em Varna, obtendo uma menção honrosa pela interpretação do tema “E Depois do Adeus”. Grava os temas "Anjos e Diabinhos", "Adoro-te" e "Coração de Chocolate" para a série televisiva "Os Serranos" (TVI). Grava o tema "Porto de Braços Abertos" para a novela "Dei-te Quase Tudo" (TVI);
2006: Grava os temas "Não Te Esqueças de Mim" e "Amar Como Jesus Amou" para a colecção infantil "Caixinha de Sonhos". Participa no Festival Internacional Vozes do Atlântico, no Funchal, Madeira, com o tema “Distância”, com letra da sua autoria e música do Maestro José Marinho, arrecadando 5 prémios, entre os quais melhor interpretação, melhor letra e 1.º lugar absoluto como melhor canção e melhor música;
2007: Termina a Licenciatura em Enfermagem e concorre à terceira edição do programa televisivo “Operação Triunfo” da RTP. Termina a participação no referido concurso em 2.º lugar;
2008 - Março: Participa no Festival RTP da Canção 2008 com o tema “Canção Pop”, obtendo o 4º lugar;
2008 - Abril: Participa nas comemorações do 2º aniversário do Casino de Lisboa, interpretando o tema "Rise Up" a convite do DJ Yves LaRock acompanhado por Nuno Pinto e Vânia Fernandes (formando o trio de finalistas do programa “Operação Triunfo“); Ainda este mês integra o musical "Sinatra Blue Eyes" no papel de Dean Martin contracenando com Rui Drummond (“Operação Triunfo“ 1º Edição, “Dança Comigo“ e Festival RTP da Canção), David Ripado (“Operação Triunfo“ 1º Edição), Franscisco Rebelo de Andrade (“Operação Triunfo“ 2º Edição), Raquel Ferreira (“Dança Comigo“) e Inês Santos (Chuva de Estrelas e Festival RTP da Canção);
2008 - Maio: Grava a canção "O Sonho da Malta" para um DVD infantil de apoio à selecção portuguesa de futebol no Europeu de Futebol de 2008 e é convidado para integrar a orquestra do programa da SIC "Chamar a Música" com apresentação de Herman José, sendo acompanhado pelas vozes de Inês Santos (Chuva de Estrelas e Festival RTP da Canção), Pedro Mimoso e Vanessa Silva.
2008 - Agosto: Integra o projecto "Reviver Carlos Paião, 20 anos depois"(juntamente com Inês Santos), que se propõe a recordar os temas de maior sucesso do cantor, através de vários concertos em diversos pontos do país;
2008 - Outubro: Recebe o troféu "Pedrada no Charco", atribuído pela Central FM (Rádio Clube de Leiria), referente ao Melhor Dueto do Ano, pela sua interpretação do tema "Barcelona" (Freddie Mercury) com Helena Vieira no programa televisivo “Operação Triunfo” ;
2008 - Novembro: Integra o elenco do musical West Side Story- Amor Sem Barreiras de Filipe la Féria, interpretando o papel de Tony, um dos elementos do casal protagonista, contracenando ao lado de nomes consagrados como Lúcia Moniz (Festival RTP da Canção) e Anabela (Festival RTP da Canção).
Durante todo o ano de 2008 participa em vários concertos em diversas localidades de Portugal.
2009 - Fevereiro: Participa no espetáculo Hollywood In Love no Casino da Figueira da Foz, onde interpreta temas românticos dos maiores sucessos de bilheteira, juntamente com Denisa Silva ("Operação Triunfo" 3ª Edição), Rui Drummond (“Operação Triunfo“ 1º Edição, “Dança Comigo“ e Festival RTP da Canção), e Vânia Fernandes (“Operação Triunfo“3ª Edição e Festival RTP da Canção 2009).
2009 - Maio: Faz parte do painel oficial de jurados, por Portugal (RTP) para o Festival Eurovisão da Canção.
2009 - Junho: Integra o elenco responsável pelas dobragens da série infanto-juvenil argentina Patito Feo, transmitida em Portugal pela SIC, sob o nome O Mundo de Patty.
2009 - Agosto: É convidado especial de Lúcia Moniz para interpretar o tema “Try Again” no concerto da cantora no Casino da Figueira.
2009 - Setembro: Participou na Eurovision Party Portugal 2009, realizada no Auditório José Afonso (Setúbal), onde interpreta os 3 temas que mais recentemente se sagraram vencedores do Festival Eurovisão da Canção: é responsável pela abertura da festa com 'Fairytale' de Alexander Rybak (Noruega 2009) e volta a actuar já nos momentos finais do espectáculo com 'Believe' de Dima Bilan (Rússia 2008) e 'Molitva' de Marija Šerifović (Sérvia 2007), interpretada na língua original.
2009 - Outubro: Faz parte, ao lado de Vanessa Silva, dos cantores residentes do programa da SIC “Companhia das Manhãs”, com apresentação de Rita Ferro Rodrigues e Francisco Menezes.
2009 - Novembro: É convidado a participar na homenagem dedicada ao saudoso maestro José Marinho, realizada na Gala de Solidariedade 'Noite das Estrelas', no Teatro Tivoli (Lisboa), na qual interpreta o tema 'Distância'.
2009 - Dezembro: Integra o elenco do musical 'Alice e a magia do Natal', produzido por exclusivamente para o evento 'Óbidos Vila Natal', ao lado de Helena Vieira, Luís Jardim, Bernardo Gavina, Beatriz Costa e Susana Guerra.
2009 - Dezembro: É convidado a participar na Gala de Natal de Solidariedade Jovens Vozes de Lisboa, realizada no Campo Pequeno, cujas receitas reverteram a favor da Associação Portuguesa de Deficientes. Acompanhado pelo coro Jovens Vozes de Lisboa, canta ao lado das sopranos Helena Vieira, Carla Caramujo e Maria Luisa Freitas os temas 'Oh Holy Night' e 'Mary's Boy Child' e interpreta como solista as canções 'I Will Follow Him' e 'Oh Happy Day'.
2009 - Dezembro: Protagoniza, ao lado das suas colegas e amigas Dennisa e Filipa Sousa, o concerto de fim-de-ano do Salão Caffe, o salão de espectáculos por excelência do Casino da Figueira da Foz.

### 2010
- Participa em mais um concerto do coro Jovens Vozes de Lisboa, inserido na iniciativa Natal Penicheiro 2009.

- Integra o júri distrital de Lisboa do Festival RTP da Canção 2010, ao lado de Edgar Canelas (animador de rádio) e Sertório Calado (músico), tendo ainda a tarefa de ser porta-voz do júri, apresentando os votos na gala em directo.

- É lançada uma edição especial da banda sonora da série O Mundo de Patty; Ricardo Soler canta em 2 temas incluídos no álbum: Cantemos Mais Alto e Um Pouco Mais. Esta última é uma canção interpretada pelos Scratch - o grupo formado pelos rapazes da série - e conta também com as vozes de Carlos Martins, André Lacerda e Jonas Cardoso.

- Participa no concerto de comemoração do 20º aniversário do Coro Notas Soltas. Foi responsável por interpretar dois solos: em português, cantou a Balada de Outono - tema de José Afonso, numa versão com arranjos e harmonização de José Firmino; em inglês, fechou o concerto com Oh Happy Day.

- Integra o painel de jurados português que avalia e pontua as canções finalistas do Festival Eurovisão da Canção 2010 (Oslo, Noruega).

- O Mundo de Patty regressa às manhãs da SIC, com a transmissão da 2ª temporada - tal como aconteceu na primeira temporada da série, Ricardo Soler faz parte do elenco responsável pela dobragem e dá voz a Francisco, irmão de Antónia, a 'vilã' desta história.

- Participa no concerto de Lúcia Moniz nas 'Festas da Praia', na Praia da Vitória, ilha Terceira (Açores), ajudando - ao lado de Vera Ferreira - a revisitar os maiores sucessos da carreira da artista.

- Dá voz à versão portuguesa do tema principal da série infantil Noonbury e os Super 7, originalmente produzida pela Cookie Jar Entertainment e com transmissão na RTP2.

- É convidado a participar como guest vocal no tema Love Sex, single de estreia dos ZOW, um novo projecto de house music formado por Mário Lopes e Filipe Serrano.

- É lançado o CD com as músicas da 2ª temporada da série infantil O Mundo de Patty. Ricardo Soler canta em Hip Hop de Rua, tema interpretado pelos Scratch - o grupo formado pelos rapazes da série.

- Marca presença na emissão especial de celebração do 18º aniversário da SIC, transmitida em directo do Teatro Tivoli, em Lisboa.

- É lançado o CD Portugal Acústico, projecto ao qual Ricardo Soler dá voz. Os músicos integrantes são: António Côrte- Real (Guitarra acústica); Fernando Rodrigues (Baixo); Ivan Cristiano (Bateria); José Pedro (Teclas).

### 2012
Participa no Festival RTP da Canção 2012, tendo interpretado o tema "Gratia Plena", tendo sido o primeiro a cantar na noite da final.
O cantor regressa à TVI, a 8 de Julho (2012), para integrar a terceira edição do programa "A Tua Cara Não Me É Estranha", este agora com a temática "Duetos", ao lado da cantora/atriz "Luciana Abreu", esta dupla promete surpreender.

### 2023
Faz parte dos cantores residentes do talent-show Dança Comigo na RTP1.

## Discografia
Ana e os 7 (Banda Sonora) – “Tenho Mais Em Que Pensar” e “Leva-me Onde Quiseres”;
Os Serranos (Banda Sonora) – “Anjos e Diabinhos” (genérico), "Adoro-te" (solo), "Adoro-te" (dueto com Alga)
e "Coração de Chocolate";
Caixinha de Sonhos (Colecção Infantil) - "Não Te Esqueças de Mim" e "Amar Como Jesus Amou";
Dei-te Quase Tudo (Banda Sonora) - "Porto de Braços Abertos"
Operação Triunfo:
- Gala 1 - Part Time Lover (Stevie Wonder);
- Gala 1 - Do You Believe In Magic (Lovin' Spoonful);
- Gala 2 - Grace Kelly (Mika);
- Gala 3 - Everybody's Changing (Keane);
- Gala 4 - Foram Cardos Foram Prosas (Ritual Tejo);
- Gala 5 - Foi Feitiço (André Sardet);
- Gala 6 - Unchained Melody (Righteous Brothers);
- Gala 7 - Goldeneye (Tina Turner);
- Gala 8 - Kiss (Prince);
- Gala 8 - Celebration (Cool & The Gang);
- Gala 9 - Say It Right (Nelly Furtado);
- Gala 9 - Rise Up (Yves LaRock);
- Gala 10 - Menina do Alto da Serra (Tonicha);
- Gala 10 - Playback (Carlos Paião);
- Gala 11 - Under My Skin (Neneh Cherry);
- Gala 11 - We Are The World (USA For África);
- Gala 12 - Eu Sei (Sara Tavares);
- Gala 12 - Do They Know Is Christmas? (Band Aid);
- Gala 13 - Makes Me Wonder (Maroon 5);
- Gala 13 - Você Abusou (Daniela Mercury);
- Gala 14 - Barcelona (Freddy Mercury e Montserrat Caballé);
- Gala 14 - Let Me Entertain You (Robbie Williams);
- Gala 15 - You Make Me Feel Brand New (Simply Red);
- Gala 15 - Everlasting Love (The Love Affair);
- Gala 15 - Walking On Sunshine (Katrina And The Waves);
- Gala 16 - If You Love Somebody (Set Them Free) (Sting);
- Gala 16 - Somebody To Love (Queen);
- Gala 16 - That´s What Friends Are For" (Dionne Warwick and Friends).

O Sonho da Malta (DVD infantil de apoio à selecção nacional) - “O Sonho da Malta” (tema principal)
O Mundo de Patty - Edição Especial - "Cantemos Mais Alto" e " Um Pouco Mais" (tema dos Scratch)
O Mundo de Patty - A Vida É Uma Festa - "Hip Hop de Rua" (tema dos Scratch)
Love Sex - single ZOW featuring Ricardo Soler: “Love Sex (Radio Mix)" e "Love Sex (Extended Mix)"
NOW Mix 2 - ZOW featuring Ricardo Soler: "Love Sex (Extended Mix)"
Portugal Acústico
A Tua Cara não me é Estranha:
- Gala 1 - Beauty and the Beast (feat. Luciana Abreu) (Celine Dion & Peabo Bryson);
- Gala 2 - Endless Love (feat. Luciana Abreu) (Diana Ross & Lionel Richie);
- Gala 3 - Don't Let The Sun Go Down On Me (feat. Luciana Abreu) (George Michael & Elton John);
- Final - When you believe (feat. Luciana Abreu) (Whitney Houston & Mariah Carey).